# Roger Quilliot
Roger Quilliot est un homme politique français, né le 19 juin 1925 à Hermaville (Pas-de-Calais) et mort le 17 juillet 1998 à Clermont-Ferrand. Il est ministre, sénateur et pendant longtemps maire de Clermont-Ferrand.

## Biographie
Roger Quilliot est fils d'instituteur. Il obtient l'agrégation de grammaire en 1949. De 1949 à 1963, il enseigna successivement aux lycées d'Angers, d’Évreux et de Savigny sur Orge.
Il adhère aux Étudiants socialistes en 1946 avant de rejoindre le Rassemblement démocratique révolutionnaire fondé par Jean-Paul Sartre et David Rousset.
En 1950, il rejoint la SFIO. Il devient ensuite secrétaire de la fédération de Maine-et-Loire et conseiller municipal d'Angers entre 1954 et 1956. Il milite également quelque temps en Seine-et-Oise.
En 1963, il est nommé à la faculté des lettres de Clermont-Ferrand et s’installe en Auvergne. Il est secrétaire de la fédération socialiste du Puy-de-Dôme de 1965 à 1974, membre du comité directeur de la SFIO de 1963 à 1969, puis du PS après 1969.
Dans ses mémoires politiques Cahiers secrets de la Ve République, Michèle Cotta dit de lui qu'en 1965, Roger Quilliot était un des jeunes socialistes les plus proches du maire de Marseille, Gaston Defferre, et qu'il dirigeait le bulletin du comité Horizon 80, le club politique de Defferre.
Il entre au conseil municipal de la ville de Clermont-Ferrand en 1971, puis est élu maire en 1973 (il le restera jusqu'en 1997), succédant à Gabriel Montpied, maire depuis la fin de la Seconde Guerre mondiale. Il est élu député, sénateur et président de l’Association des maires de grandes villes de France de 1977 à 1983.
Proche de Gaston Defferre et de Pierre Mauroy, Roger Quilliot devient ministre de l'Urbanisme et du Logement dans le second gouvernement de ce dernier (1981 - 1983). Il est à l'origine de la loi du 22 juin 1982 qui porte son nom et qui, appliquée jusqu'en 1986, régit les rapports entre bailleurs et locataires. Après la fin de sa fonction de ministre, il reste présent dans le secteur du logement grâce à son poste de président de l’Union nationale des fédérations d’HLM à partir de 1985, poste auquel il est réélu en 1988.
Docteur ès lettres, Roger Quilliot était spécialiste de l'œuvre d'Albert Camus, dont il fut le secrétaire particulier pour une brève période et dont il a préparé l'édition dans la collection de La Pléiade.
Le 25 juin 1997, Roger Quilliot laisse à Serge Godard le siège de maire de Clermont-Ferrand qu’il occupait depuis 1973. Le 14 juillet 1998, il annonce dans un communiqué l'abandon de son mandat de sénateur du Puy-de-Dôme.
Le 17 juillet 1998, gravement malade, il se suicide à Clermont-Ferrand. Son épouse, Claire, tente également de se suicider pour partir avec lui mais est réanimée malgré l'expression de sa volonté ; elle récidive en août 2005 et meurt noyée dans un étang de la commune de Saint-Avit.

## Mandats
- Maire de Clermont-Ferrand (1973-1997)
- Sénateur du Puy-de-Dôme (1974-1998)
- Ministre du Logement (Portefeuille de l'Urbanisme) dans les gouvernements Mauroy I, II et III (1981-1983)
- Président de l’Association des maires de grandes villes de France (1977-1983)

## Hommages
- Le musée des beaux-arts de Clermont-Ferrand porte aujourd'hui son nom.
- Le 11 février 2011, le collège clermontois de Trémonteix a été baptisé « collège Roger-Quilliot ».

## Œuvres
- La Mer et les Prisons (1956), essai sur Albert Camus, édition Gallimard, réédition en 1970, 319 pages.
- La Société de 1960 et l’avenir politique de la France (1960)
- La Liberté aux dimensions humaines (1967)
- La S.F.I.O. et l'exercice du pouvoir, 1944-1958, Paris, Fayard, coll. « Les grandes études contemporaines », 1972, XIV-839 p.
- L'Homme sur le pavois (Gallimard, 1976), roman évoquant la campagne de diffamation dont fut victime Roger Salengro, écrit en collaboration avec son épouse Claire Quilliot, préface de François Mitterrand.
- Une écharpe de maire (1981)
- Cent ans d'habitat social : une utopie réaliste, avec Roger-Henri Guerrand, Albin Michel, Paris, 1989, 175 p.  (ISBN 2-226-03712-8)
- Misères et grandeur des maires de France (1997)
- Mémoires (1999)

### Participation
- Préparation aux publications posthumes Les Cahiers Albert Camus
- Œuvres complètes d'Albert Camus (commentaires et notes), Gallimard, Bibliothèque de la Pléiade